# Гага В'ячеслав Олегович
В'ячесла́в Оле́гович Гага (3 серпня 1991 — 26 січня 2015) — солдат 95-ї окремої аеромобільної бригади Збройних Сил України, учасник російсько-української війни.

## Життєпис
Народився 3 серпня 1991 року в селі Плешкані Золотоніського району Черкаської області. У 2006 році закінчив 9 класів загальноосвітньої школи с. Плешкані. У 2008 році закінчив загальноосвітню школу с. Гельмязів. 
Був чемпіоном Черкаської області з греко-римської боротьби (серед молоді), та чемпіоном Черкаської області по бойовому самбо. 
У 2010 році зайняв перше місце на Відкритому чемпіонаті Черкаської області по бойовому самбо у ваговій категорії до 90 кг. 
У 2013 році брав участь у Кубку України з бойового самбо серед чоловіків, де посів п'яте місце у ваговій категорії до 82 кг. 
У 2013 році закінчив Навчально-науковий інститут фізичної культури, спорту та здоров'я Черкаського національного університету імені Богдана Хмельницького за спеціальністю «Фізичне виховання». Після закінчення інституту, певний час, працював вчителем фізичної культури в загальноосвітній школі села Гельмязів Золотоніського району. 
З жовтня 2013 року служив у Збройних Силах України за контрактом у 95 Житомирській окремій аеромобільній бригаді.
Навесні у складі свого підрозділу опинився в найгарячіших на той час точках війни на сході України — поблизу Краматорська та Слов'янська. Зазнавши важкого поранення в ногу, потрапив на реабілітацію, проте дуже скоро повернувся на фронт.
Загинув 26 січня 2015 року, виконуючи завдання з евакуації поранених бійців з поля бою в районі с. Спартак, Ясинуватський район, Донецька область, поблизу Донецького аеропорту. В'ячеслав дістав поранення, йому намагалися надати першу допомогу, але від значної втрати крові він помер. Тоді ж зазнали поранень старший лейтенант Костянтин Султанбагомаєв та старший солдат Микола Вознюк. У бою за шахту також загинули вояки Білокуров Олександр, Рачок Михайло, Синюк Денис, Стратович Анатолій.
29 січня 2015 року похований із почестями в рідному селі Плешкані.

## Нагороди та вшанування
- Указом Президента України № 593/2014 від 15 липня 2014 року, «за особисту мужність і героїзм, виявлені у захисті державного суверенітету та територіальної цілісності України», нагороджений орденом «За мужність» III ступеня[3].
- Указом Президента України № 282/2015 від 23 травня 2015 року, «за особисту мужність і високий професіоналізм, виявлені у захисті державного суверенітету та територіальної цілісності України, вірність військовій присязі», нагороджений орденом «За мужність» II ступеня (посмертно)[4].
- Нагороджений Почесною відзнакою «За заслуги перед Черкащиною» (посмертно).
- Нагороджений нагрудним знаком «За оборону Донецького аеропорту» (посмертно).
- 1 вересня 2015 року в селі Гельмязів Золотоніського району на фасаді будівлі загальноосвітній школі (вулиця Корольова, 6), де навчався та працював В'ячеслав, йому встановлено меморіальну дошку[1].
- Вшановується в меморіальному комплексі «Зала пам'яті», в щоденному ранковому церемоніалі 26 січня[5][6].